# Manuel Zaragoza Ruiz
Manuel Zaragoza Ruiz (Barcelona, 1880 - La Junquera, Gerona, 1936) fue un jugador de ajedrez español.

## Resultados destacados en competición
Retó al campeón de España de ajedrez Manuel Golmayo Torriente, a un encuentro por el campeonato en el año 1912 en Madrid, perdió el encuentro por 0'5 a 5'5 (+0 -5 =1), resultando subcampeón.